# Chillar
Chillar is een plaats in het Argentijnse bestuurlijke gebied Azul in de provincie Buenos Aires. De plaats telt 3.332 inwoners.